# Cheri Honkala
Cheri Lynn Honkala, född 12 januari 1963 i Minneapolis i Minnesota, är en amerikansk advokat, aktivist och politiker, vars föräldrar är (var) av finsk och cheyennesk härkomst. Hon ställde inför det amerikanska presidentvalet i USA år 2012, upp som vicepresidentkandidat mot Jill Stein, detta inom det gröna partiet i landet. Hon har två barn (två söner), varav det ena är den skådespelande och regisserande sonen Mark Webber.
Cheri Honkala föddes i Minneapolis, beläget i den amerikanska mellanvästsdelstaten Minnesota, år 1963. Hon födde sedan sonen Mark som sjuttonåring år 1980, samma år som hennes då nittonårige storebror Mark Honkala (som sonen Mark är uppkallad efter) gick bort i självmord. Efter en väl genomförd high school-examen, så bestämde hon sig år 1989 för att flytta till Philadelphia, där hon och sonen Mark har spenderat den största delen av sina liv.